# 1. Liga (Tschechoslowakei) 1936/37
Die Spielzeit 1936/37 der 1. Liga (tschechisch Státní liga) war die erste reguläre Austragung der höchsten Eishockeyspielklasse der Tschechoslowakei. Mit 13 Punkten gewann der LTC Prag den ersten tschechoslowakischen Meistertitel, der innerhalb einer landesweiten Liga ausgespielt wurde. Der SK Slavia Prag stieg nach der Niederlage im Entscheidungsspiel um den Ligaverbleib ab.

## Teilnehmer
Die Teilnehmer der ersten Saison der Státní liga qualifizierten sich in der Vorsaison in regionalen Wettbewerben:
- Prag 1. Klasse: LTC Prag, AC Sparta Prag, SK Slavia Prag
- Südböhmische Division: AC Stadion České Budějovice
- Nordostböhmische Division: LTC Pardubice, der jedoch durch den zweitplatzierten BK Mladá Boleslav ersetzt wurde
- Mährisch-Schlesien: ČSK Vítkovice
- Slowakei-Karpaten: HC Tatry Poprad
- Meisterschaft der deutschen Vereine: Troppauer EV Opava

## Tabelle
| Pl. | Team                        | Sp. | S | U | N | Tore  | Pkt. |
| --- | --------------------------- | --- | - | - | - | ----- | ---- |
| 1.  | LTC Prag                    | 7   | 6 | 1 | 0 | 64:02 | 13   |
| 2.  | AC Sparta Prag              | 7   | 5 | 2 | 0 | 29:07 | 12   |
| 3.  | AC Stadion České Budějovice | 7   | 4 | 0 | 3 | 20:24 | 8    |
| 4.  | HC Tatry Poprad             | 7   | 3 | 1 | 3 | 18:14 | 7    |
| 5.  | SSK Vítkovice               | 7   | 3 | 1 | 3 | 14:18 | 7    |
| 6.  | Troppauer EV Opava          | 7   | 2 | 1 | 4 | 10:19 | 5    |
| 7.  | SK Slavia Prag              | 7   | 2 | 0 | 6 | 08:31 | 4    |
| 8.  | BK Mladá Boleslav           | 7   | 0 | 0 | 7 | 06:54 | 0    |

Meister der Saison 1936/37 wurde der LTC Prag, der die in einer einfachen Runde ausgespielte Saison mit insgesamt 13 Punkten und somit einem Punkt Vorsprung vor dem HC Sparta Prag abschloss. Im Abstiegskampf unterlag der SK Slavia Prag im Entscheidungsspiel als Vorletzter dem zuvor in sieben Spielen punktlos gebliebenen BK Mladá Boleslav mit 0:1. Bester Torschütze der Liga wurde Josef Maleček vom LTC Prag, der in den sieben Ligaspielen 16 Tore erzielte.

## Beste Torschützen
- Josef Maleček (LTC Prag) – 16 Tore[2]
- Oldřich Kučera (LTC Prag) – 14 Tore
- Mike Buckna (LTC Prag) – 8 Tore
- Alois Cetkovský (LTC Prag) – 7 Tore
- Murray Teeple (AC Sparta Prag) – 7 Tore
- Arthur McLean (AC Sparta Prag) – 6 Tore
- Václav Špatný (AC Stadion České Budějovice) – 6 Tore
- V. Riczinger (Tatry)  – 5 Tore

## Meistermannschaft des LTC Prag
| Torhüter      | Bohumil Modrý, Antonín Houba                                                                     |
| Abwehrspieler | Jaroslav Pušbauer, Mike Buckna, Stephen Beda, Vilibald Šťovík                                    |
| Stürmer       | Ladislav Troják, Josef Maleček, Oldřich Kučera, František Pergl, Alois Cetkovský, Jaroslav Císař |
| Trainer       | Mike Buckna                                                                                      |